# Lysandra apenninigena
Lysandra apenninigena är en fjärilsart som beskrevs av Ruggero Verity 1919. Lysandra apenninigena ingår i släktet Lysandra och familjen juvelvingar. Inga underarter finns listade i Catalogue of Life.